# Селлистерний
Селлистерний (лат. Sellisternium или solisternium) ― древнеримский обряд почитания богов, предполагавший устройства для них особого угощения.  
Римский ритуал был основан на греческой ритуальной практике феоксений. Он же считался подходящей «греческой» формой обряда для некоторых римских богов и богинь, которые по своему изначальному происхождению считались греческими или же имели очевидные греческие аналоги. В традиционном римском лектистернии образы незримо присутствовавших божеств (обычно мужских) в виде бюстов и прочих скульптур, восседали на кушетках вместе с хозяевами домов или их гостями-мужчинами. В ходе совершения обряда селлистерния присутствующие богини сидели на стульях или скамьях (sellae), обычно в компании исключительно женщин-хозяек и их гостей. Свеллистерний с участием Великой Матери был частью её более широкого празднества под названием мегалесия, при этом компаньоном богини мог также выступать её кастрированный супруг Аттис. После великого пожара Рима в 64 году нашей эры был проведен селистерний, чтобы умилостивить Юнону. Во время Терентинских игр селистернии проводились для Юноны и Дианы. Согласно Амвросию Макробию, подобные же пиры проводились в рамках культа Геркулеса.